# Tangáxoan Tzíntzicha
Tangáxoan Tzíntzicha (del purépecha: Tangajuani Sinsïcha ‘Tangajuani, hombre que edifica fortalezas; Sinsïcha, el de los buenos dientes’) o Tangáxoan II (¿?-1530) fue el último irecha del Imperio purépecha-uacúsecha que gobernó Tzintzuntzan en la región de la Meseta Purépecha, territorio ubicado en el centro del actual estado mexicano de Michoacán.

## Biografía
En 1521, Tangáxoan Tzíntzicha heredó el puesto de su padre Zuanga, quien murió de viruela. Emprendió una campaña en contra de los pueblos de Autlán y Sayula, conocida como Guerra del Salitre, pero no pudo vencer a los pueblos confederados y aliados, los cuales estaban al mando de Capaya o Copatzin, señor de Autlán.
Tocó a este personaje enfrentar la llegada de los españoles liderados por Cristóbal de Olid, ante los que se rindió en 1522, para de esta manera, evitar una derrota como la sufrida por los mexicas en Tenochtitlan. Cabe señalar que existe una historia referente a unos emisarios procedentes de la propia Tenochtitlan, misma que relata que pese a las súplicas que le hicieron no solo no se compadeció de la suerte de sus odiados enemigos, sino que inclusive mandó sacrificar a los emisarios tenochcas, dejando la ciudad en una postura ya de por sí insostenible. 
Los purépechas o tarascos juraron obediencia a la Corona española y sellaron un pacto de paz.Tangáxoan fue bautizado con el nombre de Francisco, y se le permitió mantener su trono, llevando a una curiosa situación por la cual el Imperio purépecha continuó existiendo como estado vasallo integrante del Imperio español y con una gran autonomía interna. Sin embargo, en 1529 Nuño de Guzmán acusó a Tangáxoan de mantener ocultamente su antigua religión, de alentar la desobediencia y de dar muerte a cierto número de españoles; después de someterlo a un juicio, se le arrastró amarrado a un caballo, y se le condenó a morir en la hoguera.  Este acto provocó el levantamiento del pueblo purépecha y, de acuerdo con la leyenda, su hija Eréndira Ikikunari se convirtió en la lideresa durante el tiempo que duró la rebelión.
Después de su muerte pasaron los años y el oidor real Vasco de Quiroga llevó a cabo una gradual recuperación del territorio tras los saqueos y devastación perpetrados por Guzmán. Tras 13 años de una regencia compartida entre el noble Pedro Panza Cuinierángari, anterior ministro del irecha, y fray Quiroga, fue restaurado el gobierno dinástico en tierras michoacanas, mediante la sucesión de sus dos hijos legítimos supervivientes: Francisco Tariácuri, de 1543 a 1545, y su otro hijo de menor edad Antonio Huitziméngari de 1545 a 1562. Tras la muerte del segundo, acabó el gobierno dinástico de los Uacúsecha sobre la totalidad de Michoacán, aunque los descendientes del segundo continuaron gobernando el cacicazgo de Pátzcuaro hasta finales del periodo virreinal.
En tiempos modernos, una estatua que representa a Tangáxoan se encuentra en el Libramiento de Pátzcuaro, salida a Morelia. Es obra del escultor Guillermo Ruiz (1938).

## Primer castigo por sodomía
Tangáxoan Tzíntzicha fue también acusado por el delito de sodomía al tener relaciones sexuales con otros hombres bajo el nuevo régimen de la Nueva España.  Francisco de Villegas, en una encomienda a Uruapan, lo acusó el 26 de enero de 1620 por haber cometido sodomía durante un largo periodo de tiempo.

De hecho, al realizarse el juicio político, se descubrió que previamente Pedro Sánchez Farfán, visitador de la provincia de Michoacán, ya lo había denunciado diez años atrás. Villegas dijo:
"Que sabe que tiene indios con quien se echa, que se llama el uno Juanico, que está en Apascuaro que verná agora, e otro que conosció, que es muerto [mozo?], que se llama Guysacaro. E esto que lo a oido dezir e que es notorio a todos los indios criados del dicho Cazonzi, e que quando está borracho el dicho Cazonzi, le a visto meter la lengua en la boca e besar al dicho Juanillo, e que desde chequito tiene por cos- tumbre el dicho Cazonzi de tener aquellos para aquel efeto, e que así es notorio que los tiene para aquello e por tales son avidos e tenidos entre ellos"
Se cree que no se le había condenado anteriormente por su alto estatus social, pero al entrar en conflicto político con Nuño de Guzmán, la acusación volvió con más peso, considerándolo perverso. Por todos sus crímenes fue condenado a morir por garrote, estrangulación y quemado hasta las cenizas el 14 de febrero de 1530. 
Esta primera condena permite entender la forma en que se vivía la homosexualidad en el mundo prehispánico y su encuentro con la cosmovisión europea. Además es considerado el primer caso conocido de castigo por sodomía dentro de la justicia novohispana, conformando el inicio formal de la homofobia en México. 